# بریاتیکو
بریاتیکو (به ایتالیایی: Briatico) یک کومونه در ایتالیا است که در استان ویبو والنتیا واقع شده‌است.

## خصوصیات
بریاتیکو ۲۷٫۷۶ کیلومترمربع مساحت و ۴٬۱۰۳ نفر جمعیت دارد و ۵۱ متر بالاتر از سطح دریا واقع شده‌است.